# Algoritmo de compresión con pérdida
Algoritmo de compresión con pérdida se refiere a cualquier procedimiento de codificación que tenga como objetivo representar cierta cantidad de información utilizando una menor cantidad de la misma, siendo imposible una reconstrucción exacta de los datos originales. Esto es porque, en lugar de guardar una copia exacta, solo se guarda una aproximación. Esta aproximación se aprovecha de las limitaciones de la percepción humana para esconder la distorsión introducida.
Estos algoritmos son de gran utilidad para guardar imágenes fotográficas que de otra manera ocuparían mucho espacio dificultando su transmisión y almacenamiento.
Un ejemplo de algoritmo con pérdida de calidad es JPEG. Otros ejemplos son JPEG2000 y BTTC (Bynary tree triangular coding).

## Visión general
La compresión con pérdida solo es útil cuando la reconstrucción exacta no es indispensable para que la información tenga sentido. La información reconstruida es solo una aproximación de la información original. Suele restringirse a información analógica que ha sido digitalizada (imágenes, audio, video, etc.), donde la información puede ser "parecida" y, al mismo tiempo, ser subjetivamente la misma. Su mayor ventaja reside en las altas razones de compresión que ofrece en contraposición a un algoritmo de compresión sin pérdida.
La compresión con pérdida acepta una pérdida de datos para poder mejorar el factor de compresión. Se aplica generalmente al almacenamiento digital de datos analógicos como ficheros de gráficos y de sonidos.
La gran ventaja de comprensión con pérdida es alcanzar una tasa de compresión más elevadas a costa de sufrir una pérdida de información sobre la imagen original. 

## Visión detallada

### Métodos de compresión con pérdida

#### Compresión de imagen con pérdida
- Un método consiste en reducir el espacio de color de la imagen a los colores más comunes dentro de la misma imagen. Esto se utiliza a menudo en imágenes con formato GIF y, a veces en imágenes PNG para dar lugar a archivos más pequeños. Cuando se utiliza en el tipo correcto de imágenes y es combinado con tramado, puede dar lugar a imágenes casi idénticas a los originales.
- Compresión fractal
- JPEG
- Compresión Wavelet

#### Compresión de vídeo con pérdida
- Flash (también admite sprites JPEG)
- H.261
- H.263
- H.264/MPEG-4 AVC
- MNG (admite sprites JPEG)
- Motion JPEG
- MPEG-1
- MPEG-2
- MPEG-4
- OGG
- Theora
- códec para video Sorenson
- VC-1
- MP4

#### Compresión de audio con pérdida

##### Audio
- AAC
- ADPCM
- ATRAC
- Dolby AC-3
- DTS
- MP2
- MP3
- Musepack
- OGG
- Vorbis
- WMA
- Opus (CELT)

##### Habla/Diálogo
- CELP
- G.711
- G.726
- HILN
- Speex
- AMR
- Opus (SILK)